# カルメロ・アルガラニャス
カルメロ・アラガラニャス・アニェス（スペイン語: Carmelo Algarañaz Añez、1996年1月27日 - ）は、ボリビアのサッカー選手。ボリビア代表。ポジションはFW。

## クラブ歴
2015年にオリエンテ・ペトロレロの下部組織からトップチームに昇格して選手となった。翌年にクルブ・ペトロレロ、2018年にCDCスポルト・ボーイズ、2019年にクルブ・オールウェイズ・レディに期限付き移籍した。
2021年にクルブ・オールウェイズ・レディに完全移籍した。翌年1月から夏にかけてアル・イスマイリーSCに期限付き移籍し、自身初の海外移籍を経験した。
2023年にクルブ・ボリバルに完全移籍した。
2024年夏にギリシャ・スーパーリーグ2のカラマタFCに完全移籍した。

## 代表歴
2016年5月28日に行われたアメリカ合衆国代表との親善試合で代表初出場を記録した。代表初得点を記録したのは2023年3月28日に行われたサウジアラビア代表との親善試合であった。2024 FIFAシリーズではアルジェリア代表から得点を記録し、同年開催のコパ・アメリカ2024のメンバーにも選出された。